# Русско-французские войны
Русско-французские войны — войны разных эпох между Францией и Россией, в широком понимании последней, включающем Российскую империю и СССР. В более широком смысле, темой этой статьи является сводное описание военно-политического взаимодействия Франции и России, составленное из перечисления других статей, существующих или планируемых, снабжённого аннотацией или рефератом каждой из них. Отдельную часть составляют, размещаемые после краткого перечисления всех статей о военных кампаниях, обзорные и аналитические материалы по затрагиваемой теме.
Территориальная удаленность двух стран, отсутствие территориальных и династических противоречий, способствовало бесконфликтности их взаимоотношений в эпоху Средневековья. Лишь в Новое время, которое ознаменовалось усилением роли России в Европе, интересы этих стран стали вступать в ситуативные противоречия.

## Таблица войн
| Дата                        | Название Войны             | Противник 1                                    | Противник 2                                                                                   | Итог                                                   | 10 October 1733 – 3 October 1735 | Война за польское наследство |  | Сторонники Августа III: - Речь Посполитая - Российская империя - Священная Римская империя - Курфюршество Саксония - Королевство Пруссия | Сторонники Станислава I: - Речь Посполитая - Королевство Франция - Испанская империя - Пармское герцогство - Королевство Сардиния | Венский мирный договор (1738) |
| 5 апреля — 11 сентября 1799 | Итальянский поход Суворова | Российская империя Габсбургская монархия       | Французская республика - Цизальпинская республика - Лигурийская республика - Польские легионы | Победа России и Австрии - начало Швейцарского похода   |                                  |                              |  | | |                               |
| 21 сентября —8 октября 1799 | Швейцарский поход Суворова | Российская империя - Священная Римская империя | Первая французская республика                                                                 | Русские не достигли целей Французы сохранили положение |                                  |                              |  | | |                               |
|                             |                            |                                                |                                                                                               |                                                        |                                  |                              |  | | |                               |

## Войны XVIII—XIX веков
- Война за польское наследство

### Революционные войны
Революционные войны — серия конфликтов с участием Франции, проходивших в Европе в период с 1792, когда французское революционное правительство объявило войну Австрии, по 1802, а именно до заключения амьенского мира. Российская империя — постоянный участник обоих анти-революционных коалиций, в союзе с Великобританией и Австрией.
- Война Первой коалиции — военные действия, проходившие в 1792—1797 годах с целью уничтожения революционной Франции и реставрации монархии.
- Война Второй коалиции — общее название всех сражений Франции со Второй коалицией в 1799—1802 годах.
- Войны революционной Франции — все военные события этой категории.

### Итальянские и швейцарские походыСуворова
- Итальянский поход Суворова
  - Битва при Адде — 26—28 апреля 1799 года
  - Битва при Треббии (1799) 17—19 июня 1799 года
  - Битва при Нови — 17 августа 1799 года
- Швейцарский поход Суворова — сентябрь 1799 года
  - Переход Суворова через Альпы — 10 (21) сентября 1799 — 27 сентября (8 октября) 1799[1]
  - Сражение в Мутенской долине — 19—20 сентября 1799 года

### Наполеоновские войны
- Война Третьей коалиции
- Война четвёртой коалиции
- Война Пятой коалиции

### война 1812 года и кампании 1813—1814 годов
- Отечественная война 1812 года
- Заграничный поход русской армии 1813—1814 годов
- Взятие Парижа (1814)
- Венский конгресс

### Восточная война 1853—1856 годов
- Крымская война

## Войны XX века

### Военная интервенция Антанты в Россию (1918—1922)
Франция в соответствии с Компьеньским перемирием получила на правах союзника России (охваченной Гражданской войной) право занять её территории, ранее оккупированные Германией в результате боёв Первой мировой войны и подписания большевиками Брестского мира, ограниченные на западе р. Вислой. Фактически французская сторона ограничилась высадкой десантов в Крыму и Одессе, с последующим расширением плацдарма вдоль побережья Чёрного моря. Против интервенции выступали большевики. Весной 1919 г. интервенция была свёрнута в результате смены французским правительством политического курса в отношении его бывшей союзницы и французские контингенты покинули занятые территории.

### Вторая мировая война
Против СССР в составе германских вооруженных сил с 1941 года воевал коллаборационистский Легион французских добровольцев против большевизма.